# Quand la bête hurle
Pour plus de détails, voir Fiche technique et Distribution.
Quand la bête hurle (Monkey on My Back) est un film américain réalisé par André de Toth, sorti en 1957. Il s'agit d'une biographie du boxeur Barney Ross.

## Fiche technique
- Titre original : Monkey on My Back
- Titre français : Quand la bête hurle
- Réalisation : André de Toth
- Producteur : Edward Small
- Scénario : Crane Wilbur, Anthony Veiller et Paul Dudley
- Photographie : Maury Gertsman
- Montage : Grant Whytock
- Musique : Paul Sawtell et Bert Shefter (en)
- Pays de production : États-Unis
- Format : Noir et blanc - Mono
- Genre : drame
- Durée : 94 minutes
- Date de sortie : 1957

## Distribution
- Cameron Mitchell : Barney Ross
- Dianne Foster : Cathy Holland
- Paul Richards (en) : Rico
- Jack Albertson : Sam Pian
- Kathy Garver (en) : Noreen
- Lisa Golm : la mère de Barney
- Barry Kelley : Big Ralph
- Dayton Lummis : J.L. McAvoy
- Lewis Charles : Lew Surati
- Raymond Greenleaf : Dr A.J. Latham
- Richard Benedict : Art Winch
- Brad Harris : Spike McAvoy